# Ryūji Kitamura
Ryūji Kitamura (japanisch 北村 隆二 Kitamura Ryūji; * 15. März 1981 in der Präfektur Kanagawa) ist ein ehemaliger japanischer Fußballspieler.

## Karriere
Kitamura erlernte das Fußballspielen in der Schulmannschaft der Zuyo High School und der Universitätsmannschaft der Aoyama-Gakuin-Universität. Seinen ersten Vertrag unterschrieb er 2003 bei den Nagoya Grampus Eight. Der Verein spielte in der höchsten Liga des Landes, der J1 League. 2005 wechselte er zu FC Gifu. Am Ende der Saison 2007 stieg der Verein in die J2 League auf. Für den Verein absolvierte er 83 Ligaspiele. 2009 wechselte er zu Matsumoto Yamaga FC. Am Ende der Saison 2011 stieg der Verein in die J2 League auf. Für den Verein absolvierte er 75 Ligaspiele. Ende 2012 beendete er seine Karriere als Fußballspieler.